# Museo Regional de Baja California Sur
El Museo Regional de Baja California Sur es un recinto que tiene el objetivo tanto de exhibir, como de preservar el patrimonio cultural de la región. Este se inauguró en marzo de 1981 y se encuentra en la calle Ignacio M. Altamirano en la Paz, Baja California Sur.

## Historia
Este museo es parte de una edificación que fue construida durante el siglo XX en la Paz y fue tanto diseñado, como planeado por el arquitecto José C. Figueroa Vázquez.

## Museo
El museo se divide en varias salas,  las cuales son las siguientes: 
- Primera sala: Esta zona es dedicada a la historia natural, ya que se expone la formación geológica de la península, además de ciertas características tanto de vida animal, como vegetal.

- Segunda sala: Esta sala es acerca de la arqueología, ya que se intenta recrear de cierta manera la manera de vida de los cazadores-recolectores de épocas tempranas. También se explica la convivencia que existía con mamuts y tigres dientes de sable. Después, la relación con el continente europeo y por último, la historia de las primeras exploraciones realizadas en el área.

- Tercera sala: Es una sala dedicada a la explicación de la formación de los primeros pueblos civiles, además del impacto de la Independencia de México este territorio.  Además, incluye temas como: intervenciones filibusteras, invasión de Estados Unidos (1847) y el Porfiriato, entre otros.

- Sala de la Revolución: Esta zona exhibe colecciones acerca de los movimientos armados y sociales que sucedieron durante la segunda década del siglo XX. También se explica parte de la identidad regional con los siguientes temas:

1. Frente de Unificación Sudcaliforniana y Loreto 70.
2. Búsqueda de un territorio federal a Estado Libre y soberano.
3. Conformación de la Constitución Política de Baja California Sur.